# Umma (Schiff, 1981)
Das Seenotrettungsboot (SRB) Umma war ein Boot der 7-Meter-Klasse der Deutschen Gesellschaft zur Rettung Schiffbrüchiger (DGzRS).
Das Boot war ursprünglich nicht für den Einsatzzweck als Seenotrettungsboot vorgesehen, sondern 1981 unter dem Namen Anna als Tochterboot des Seenotkreuzers Fritz Behrens von der Schweers-Werft in Berne-Bardenfleth unter der Baunummer 6443 mit der DGzRS-internen Bezeichnung KRT 13 gebaut worden.
Die Umma hatte mit 68 PS eine etwas höhere Motorleistung als ihre mit einem 54 PS leistenden Motor ausgestatteten Vorgänger in dieser Bootsklasse.

## Namensgebung
Umma und Eltje (diesen Namen trug das Boot ab Oktober 1992) sind friesische Frauennamen und drückt die Verbundenheit der DGzRS zur deutschen Küste und deren Bewohnern aus.

## Technische Ausstattung
Das Boot war mit Funkanlagen, Echolot, Radar, GPS, Fremdlenzpumpe und einer Bergungspforte ausgestattet.

## Stationierungen
Durch den Ersatz des Tochterbootes des Fritz Behrens durch ein stärkeres Exemplar wurde die Anna frei. Im Februar 1990 wurde das Boot auf den Namen Umma umbenannt und als SRB auf die DGzRS-Station in Damp verlegt. Im Oktober 1992 wurde es nach Lippe/Weißenhaus (Behrensdorf (Ostsee)) bei gleichzeitiger Umbenennung auf den Namen Eltje umstationiert. Dort endete der Dienst des Schiffes im September 1993. Nach einer Einsatzpause wurde es am 1. März 1994 nach Schleswig verlegt. Am 16. September 1999 erfolgte die letzte Verlegung auf die Station Schilksee, wo das Boot den aktiven Dienst im Juni 2003 beendete. Die endgültige Außerdienststellung beschloss die DGzRS im September 2003.

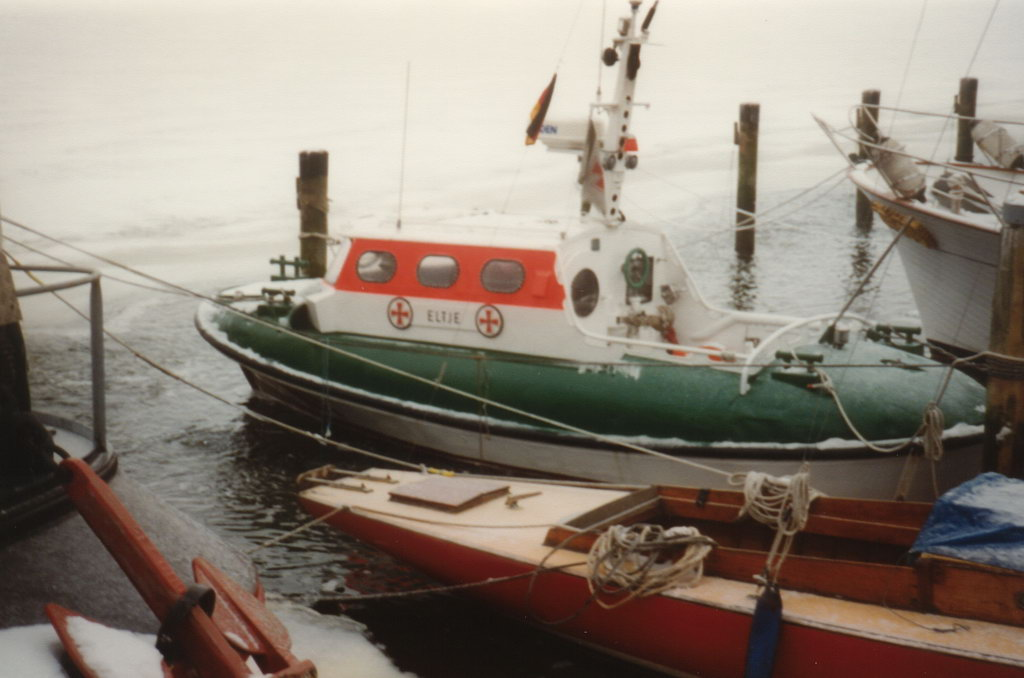
Die Eltje 1997 am Liegeplatz in Schleswig
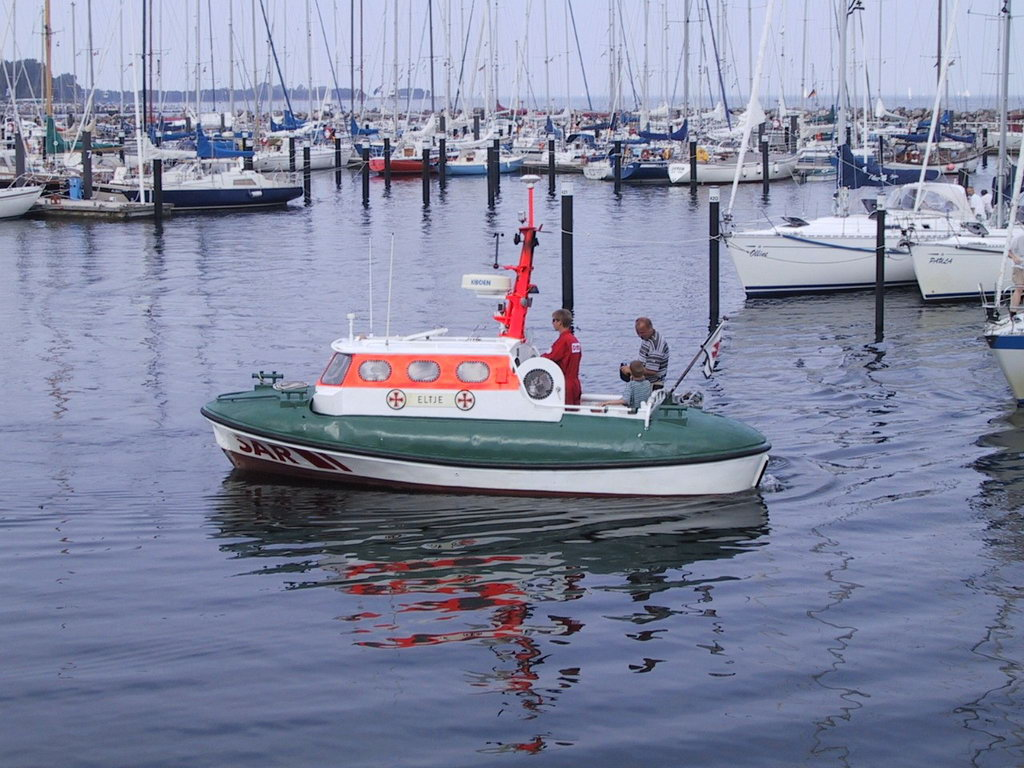
Die Eltje 2001 beim Tag der Seenotretter in Schilksee

## Verbleib
Seit September 2003 ist das Boot im Schiffahrtsmuseum Nordfriesland in Husum ausgestellt.